# Democratas
Democratas, afkorting DEM (Nederlands: Democraten) was een Braziliaanse politieke partij. De partij is gefuseerd in 2022 met de partij PSL en gaan samen verder als de partij UNIÃO.

## Geschiedenis
De partij kende een liberale signatuur en werd onder de naam Partido da Frente Liberal (= Partij van het Liberale Front) op 24 januari 1985 opgericht door ex-leden van de Democratisch Sociale Partij die de presidentskandidaat van deze partij niet steunden. Zij gaven hun steun aan Tancredo Neves van de PMDB die als gevolg daarvan samen met de kandidaat voor het vicepresidentschap van de PFL gekozen werd. Na het overlijden van Neves kwam de Partij van het Liberale Front aan de macht en leverde van 1985 tot 1990 in de persoon van José Sarney de president af, waarmee de partij in samenwerking met de PMDB de democratie in Brazilië herstelde. Wegens de ontevredenheid omtrent het sociaal-economisch beleid van de regering Sarney leed de partij in 1988 een nederlaag bij de gemeenteraadsverkiezingen en het jaar daarop bij de presidentsverkiezingen, waarna het vanaf maart 1990 in de oppositie terechtkwam. Vier jaar later maakte PFL weer deel uit van de regering en leverde bij de coalitie met de PSDB de vicepresident alsmede de president van het Huis van Afgevaardigden af. Nadien kwam de partij in 2002 opnieuw in de oppositie terecht en in maart 2007 ging PFL verder onder de naam Democratas.

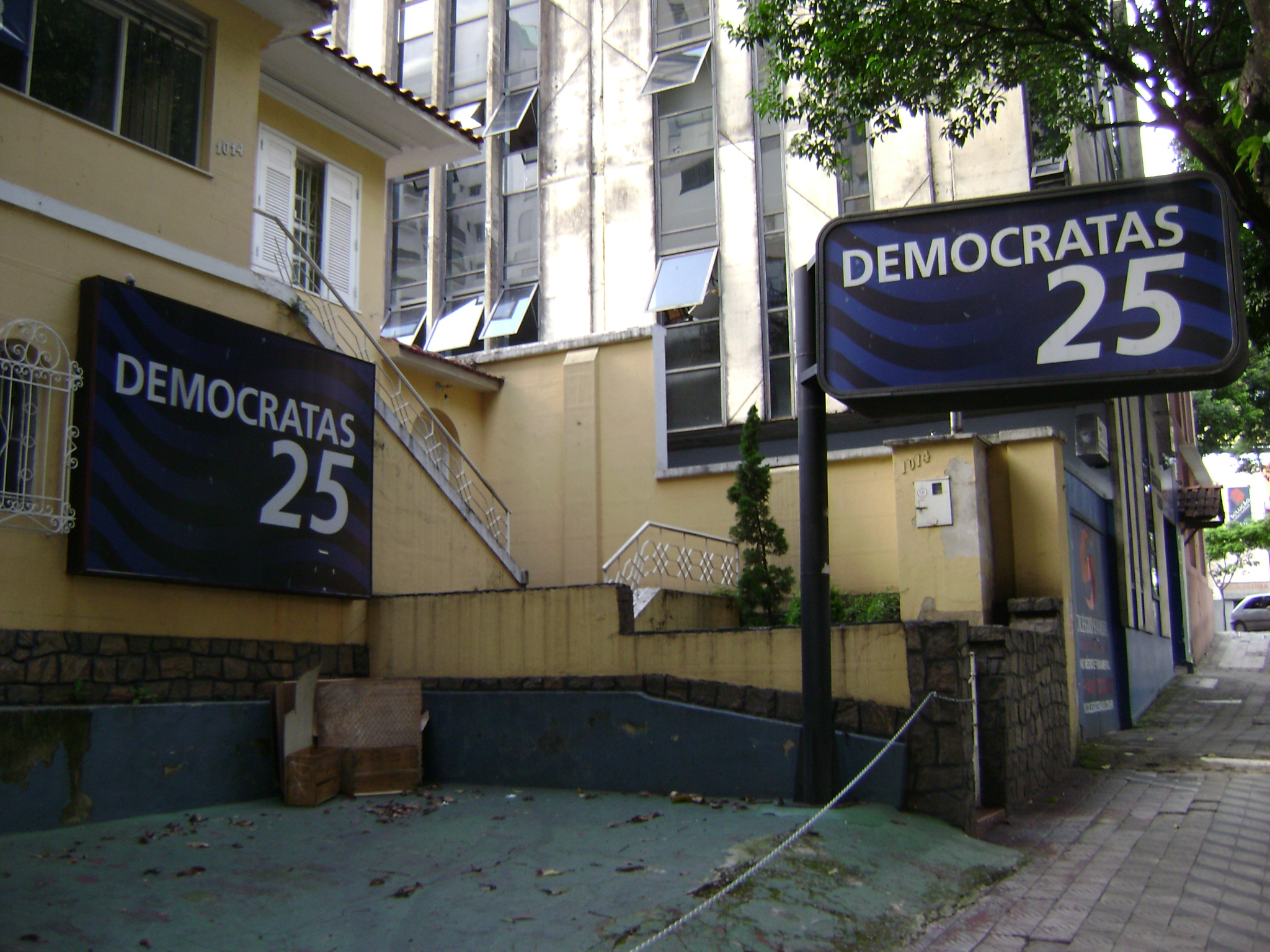
Orgaan van de partij in Belo Horizonte